# 아말라이트와 투표함 전략
아말라이트와 투표함 전략(Armalite and ballot box strategy)은 1980년대에서 1990년대 초 아일랜드 공화주의자들이 채택한 투쟁 전략으로, 신페인당을 비롯한 정당들은 선거를 통한 투쟁에 참여하는 한편, PIRA를 비롯한 준군사조직들은 영국 육군, 왕립 얼스터 경찰대 및 왕당파 준군사조직과 무장투쟁을 계속한다는 것을 골자로 한다. 공화주의 진영 내부에서도 이에 대해서 이견이 발생했으며, 이 전략에 동의하지 못한 PIRA 요원들과 신페인 당원들은 조직과 당에서 나와 1986년 공화 신페인당을 창당했다.
"아말라이트"란 M16 돌격소총의의 민수용 변형인 아말라이트 15호 소총과 아말라이트 18호 돌격소총을 의미하는 것이다. PIRA는 이 두 기종의 소총을 1970년대 초에 대량 북아일랜드로 밀수했고, "아말라이트"라는 단어는 공화주의 운동의 무장투쟁 노선을 상징하는 단어가 되었다.